# آدیگیسک
شهر آدیگیسک (به روسی: Адыгейск) در کشور روسیه و در جمهوری آدیغیه واقع شده‌است.